# Château Gramont (Biarritz)
Pour les articles homonymes, voir Château de Gramont, Château de Grammont et Château Grammont (Isère).
Le château Gramont (ou « château de Gramont » ou encore « château de Grammont ») est un édifice datant de 1866 et situé à Biarritz, dans le département français des Pyrénées-Atlantiques en région Nouvelle-Aquitaine.
Ce château de style Louis XIII en brique rouge avec encadrements en pierres de taille est situé tout près d'un autre château historique de la ville, le château Boulart, et de l'église Saint-Martin. Héritage précieux de Biarritz, il est en réalité reconstruit en 1866 par la volonté de son propriétaire Jules Labat, qui fut maire de Bayonne. Le hall abrite les portraits de Jules et de son épouse Gabrielle Labat, peints par Léon Bonnat, encadrant un vitrail datant de 1865.

## Histoire

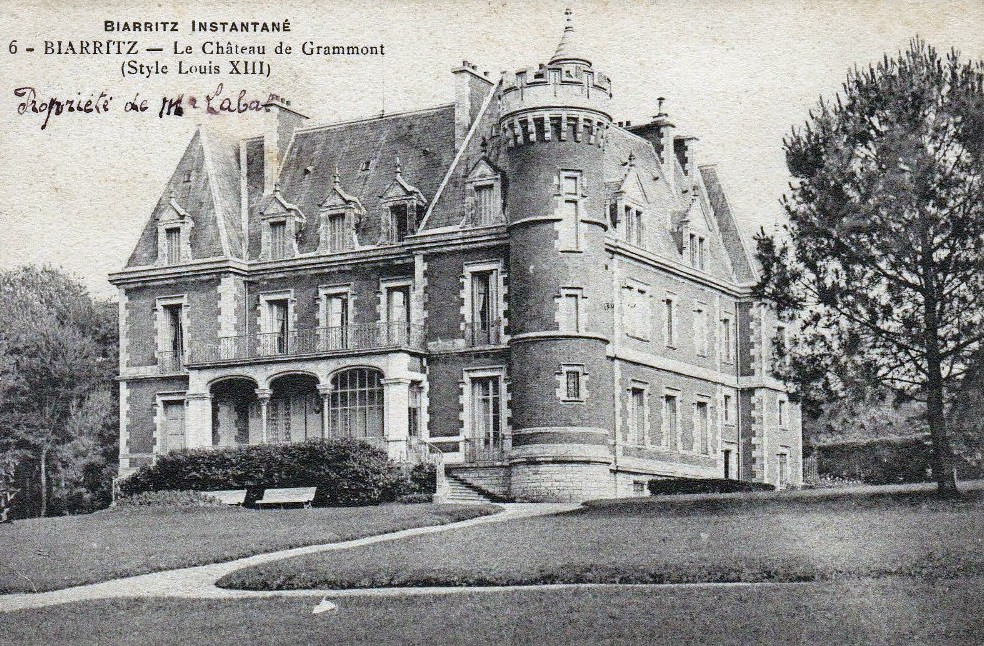
Carte postale du château.

C'est en 1804 que la villa originelle vit le jour en hommage à Napoléon Ier. L'édifice porte le nom de son propriétaire au XVIIIe siècle, Jacques Barthélémy Gramont de Castéra, ancien maire de Bordeaux. Un tournant marquant a lieu en 1854, lorsque Jules Labat, nouveau propriétaire depuis 1832, accueille dans sa demeure Napoléon III. Pour l'occasion la villa est embellie afin de plaire au couple impérial. Ainsi des meubles du château de Pau sont importés, on pose également des tentures. Une salle de bal est créée. Un buste en l'honneur de l'Impératrice est toujours présent au château. Ce dernier est rapidement séduit par le charme biarrot et souhaite faire bâtir une villa Eugénie (futur hôtel du Palais) aux abords de la Grande Plage. Il est donc hébergé en villégiature avec son épouse l'Impératrice Eugénie le temps des travaux.
Jules Labat décide par la suite de détruire l'édifice afin de reconstruire un château de style néo-renaissance plus actuel pour l'époque. La version actuelle du château est réalisée en 1866 sous la direction de l'architecte Alphonse Bertrand. La demeure fut restructurée dans les années 1980 et compte aujourd'hui plusieurs appartements.